# Giebichenstein
Giebichenstein (auch Giebichensteinviertel genannt) ist seit seiner Eingemeindung 1900 ein Stadtteil im Norden von Halle (Saale) am Ostufer der Saale in Sachsen-Anhalt. Es ist nach der am Saaledurchbruch gelegenen Burg Giebichenstein benannt. Am 31. Dezember 2019 wohnten 10.496 Bürger im Stadtteil, der zum Stadtbezirk Nord gehört.

## Geschichte
Die namensgebende Burg Giebichenstein geht auf eine bereits im 9. Jahrhundert vorhandene Siedlung zurück. Seit 1382 war die Burg Giebichenstein Hauptresidenz der Erzbischöfe von Magdeburg. Nach der Fertigstellung des Schlosses Moritzburg in Halle verlor Giebichenstein im Jahr 1503 den Residenzstatus. Seitdem diente sie als Verwaltungssitz des Amtes Giebichenstein, das einen Großteil des zum Erzstift Magdeburg gehörigen Saalkreises umfasste.
1680 kamen Burg, Ort und Vorwerk Giebichenstein mit dem Saalkreis zum Herzogtum Magdeburg unter brandenburg-preußischer Herrschaft.
Mit dem Frieden von Tilsit wurde Giebichenstein im Jahr 1807 dem Königreich Westphalen angegliedert und dem Distrikt Halle im Departement der Saale zugeordnet, dort gehörte es zum Kanton Neumarkt. Nach der Niederlage Napoleons in der Völkerschlacht bei Leipzig befreiten die verbündeten Gegner Napoleons im Oktober 1813 den Saalkreis, der zurück an Preußen fiel. Bei der politischen Neuordnung nach dem Wiener Kongress 1815 wurde der Ort im Jahr 1816 dem Regierungsbezirk Merseburg der preußischen Provinz Sachsen angeschlossen und dem Saalkreis zugeordnet.
Im Jahr 1900 wurde Giebichenstein nach Halle (Saale) eingemeindet.

## Sehenswürdigkeiten

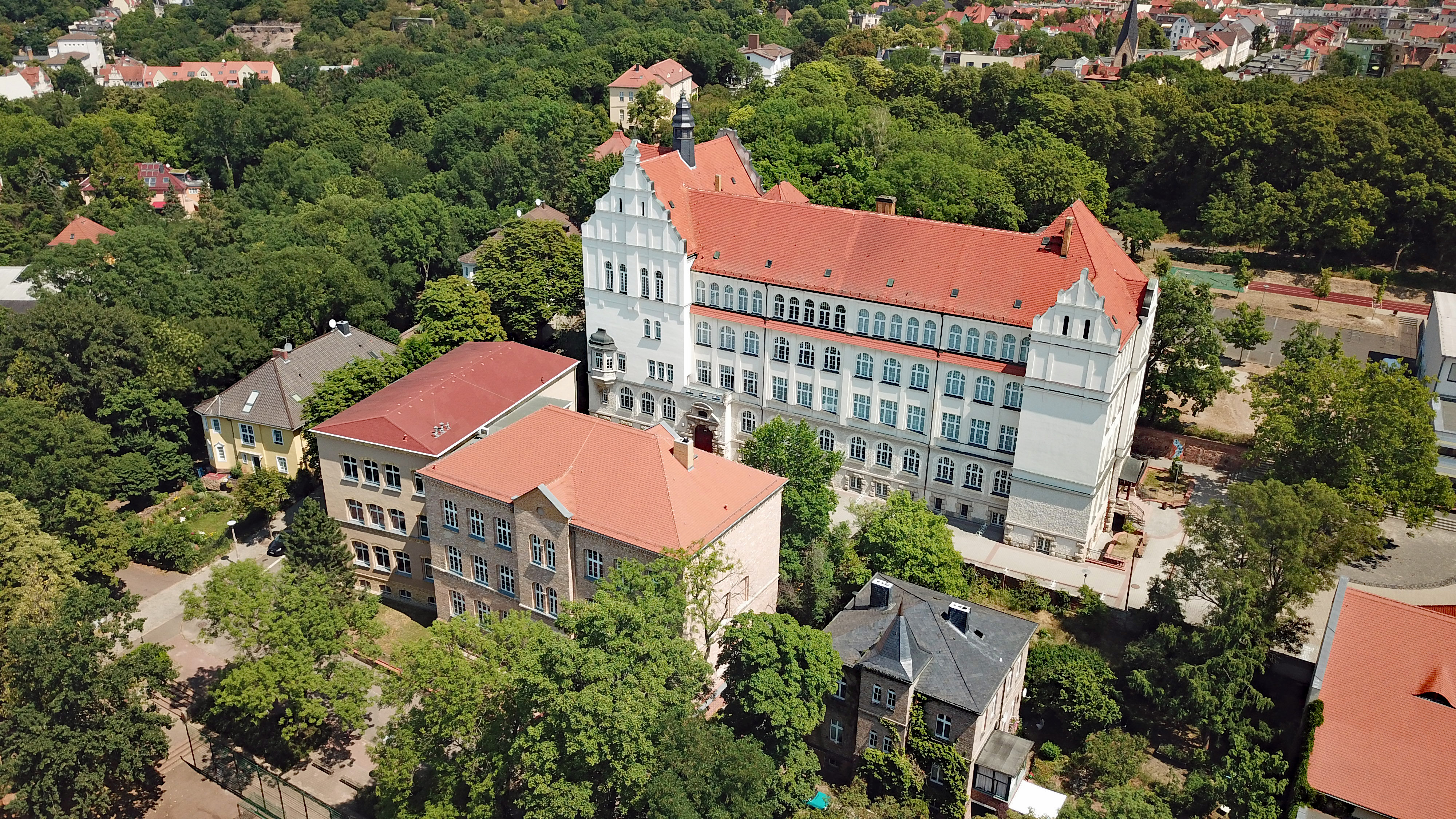
Giebichenstein-Gymnasium

Das Viertel wird vor allem durch die Burg Giebichenstein geprägt, die ihrerseits auf eine bereits im 9. Jahrhundert vorhandene Siedlung zurückgeht. Große Teile des heutigen Stadtviertels wurden lange Zeit als vor der Stadt liegender Friedhof genutzt. Noch heute zeugt die St.-Bartholomäus-Kirche auf dem südöstlich von der Burg gelegenen Hügel mit einem kleinen Friedhof von dieser Funktion. Anfang des 20. Jahrhunderts erbaute man nahe der Kirche eine Schule, das heutige Giebichenstein-Gymnasium „Thomas Müntzer“. In unmittelbarer Nähe befinden sich auch eine Real- und Grundschule.
Gleich an dieses Areal grenzt Reichardts Garten an. Der Komponist Johann Friedrich Reichardt besaß an dieser Stelle seit 1794 ein eigenes Haus mit einem großen Garten, in dem sich Dichter und Musiker der Romantik trafen, wie etwa Goethe (an den die so genannte „Goethebank“ erinnert), Tieck, Eichendorff, Brentano, Novalis, Achim von Arnim, Wilhelm Grimm, Jean Paul, Wackenroder, Carl Friedrich Zelter uvm. Das Anwesen wird daher auch als „Herberge der Romantik“ bezeichnet. Der Garten ist von sehr alten Bäumen geprägt, er enthält für diese Zeit sehr exotische Bäume, wie den Ginkgo. Seit 1902 befindet sich der Garten in städtischem Besitz und wurde über die letzten 200 Jahre in Größe und Gestalt modifiziert. An der östlichen Seite des Parks schließt sich das zurzeit nicht genutzte Kurbad bzw. Solbad Wittekind an, welches wiederum an Halles Zoo angrenzt. Den Westabschluss am Ufer der Saale bilden der Amtsgarten und nördlich davon die Klausberge mit der Jahnhöhle. Architektonisch interessant ist die Giebichensteinbrücke mit den Tierplastiken, die verkehrstechnisch von großer Bedeutung als einer von den 2 Saaleübergängen in Halle für Fahrzeuge ist.
Der restliche Teil des Viertels ist geprägt von Wohnhäusern. Sie dokumentieren die unterschiedlichsten Stilarten, so z. B. in der Burgstraße, und historisch ganz verschiedene Ereignisse. So gibt es mit der Gaststätte „Der Mohr“ eine 400 Jahre alte Wirtschaft und mit dem Volkspark ein Beispiel für Arbeiterkulturhäuser des frühen 20. Jahrhunderts. 1890/91 wurde die katholische St.-Norbert-Kirche erbaut. An der Südgrenze (Mühlweg) befindet sich das Diakoniekrankenhaus, welches 1868 als erstes Großkrankenhaus damals noch vor den Toren der Stadt Halle erbaut wurde.

## Burg Giebichenstein Kunsthochschule Halle

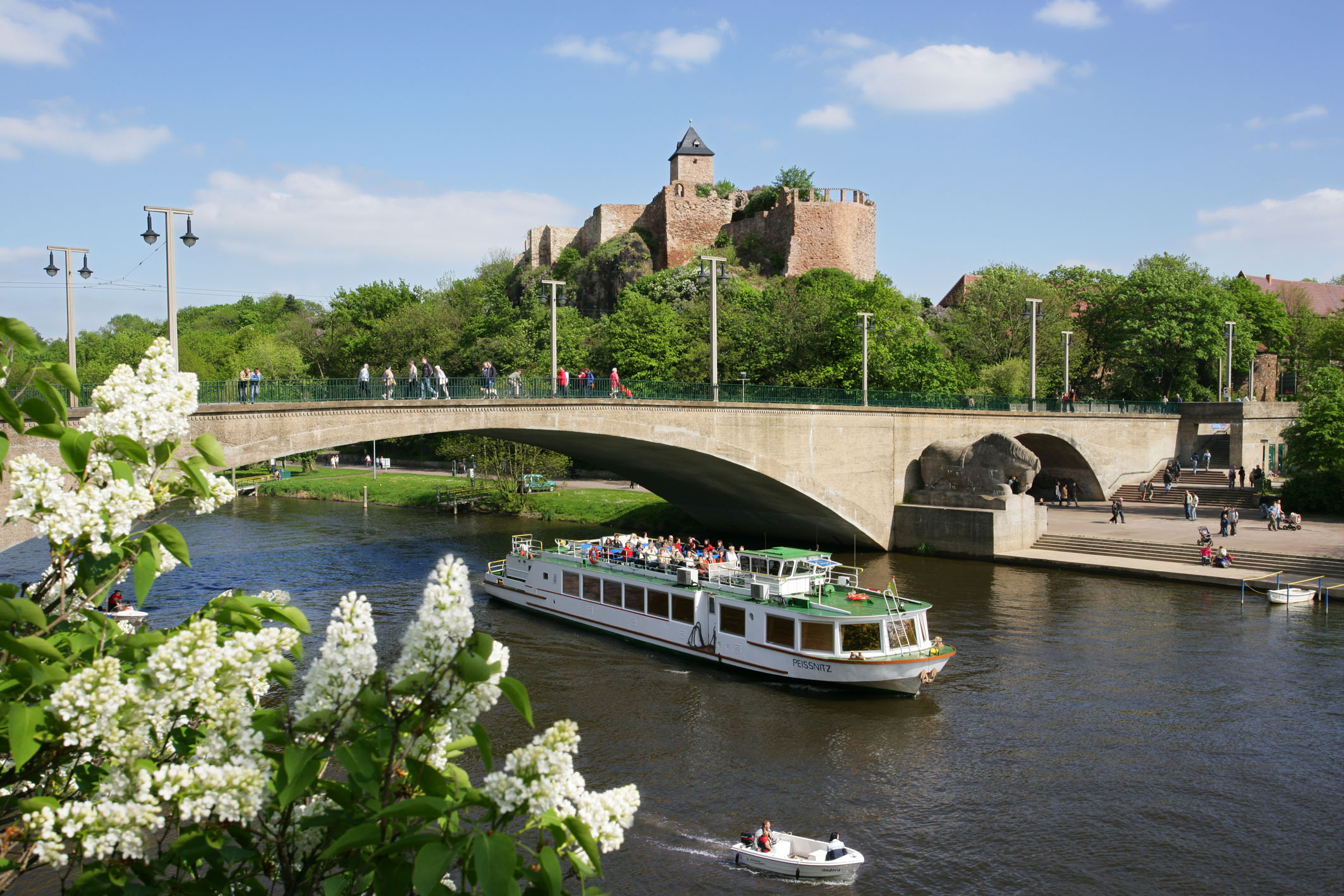
Blick auf die Burg Giebichenstein mit der Kunsthochschule

Die Burg Giebichenstein Kunsthochschule Halle nutzt seit 1922 Teile der Burg als Werkstätten und Ausbildungsräume. In der Gegenwart nutzt die Hochschule auch mehrere andere Gebäude aus dem Stadtteil Giebichenstein, wie das Neuwerk, zur Lehre. An der Hochschule lehrten seit 1915 bekannte Künstler, so u. a. der Begründer Paul Thiersch, die Maler Charles Crodel, Erwin Hahs und Ludwig Ehrler, die Bildhauer Gerhard Marcks und Gustav Weidanz, der Fotograf Hans Finsler, die Keramikerinnen Marguerite Friedlaender und Gertraud Möhwald. An der Hochschule studieren heute ca. 1000 Studenten in den verschiedenen Fächern der Kunst und des Designs. Durch die Anwesenheit der Hochschule bildete sich neben der innerstädtischen Kneipenszene auch im Giebichensteinviertel eine große Vielfalt an Cafés und Kneipen. Zwei Straßenbahnlinien durchqueren den Stadtteil zentral, zwei weitere verkehren am Rande des Stadtteils auf der Reilstraße.

## Persönlichkeiten

### Söhne und Töchter des Ortes
- Ludwig Bartels (1846–1907), Landeshauptmann der preußischen Provinz Sachsen
- Oswald Boelcke (1891–1916), legendärer Jagdflieger im Ersten Weltkrieg
- Magda von Dulong (1872–1950), Pseudonym: Magda Lossen, Konzertsängerin
- Eduard Grüneisen (1877–1949), Physiker
- Ludwig Heise (1815–1882), Verwaltungs- und Ministerialbeamter, Parlamentarier und Unternehmer
- Kurt Kempin (1874–1972), Maler und Bühnenbildner
- Johann Andreas Kraut (1661–1723), brandenburgisch-preußischer Unternehmer, Geheimer Kriegsrat und Minister
- Hans Achim Litten (1903–1938), Rechtsanwalt, bekannt durch den Edenpalast-Prozess von 1931, starb im KZ Dachau
- Rudolf Mälzer  (1881–1937), Volkssänger, Komiker, Damendarsteller
- Franz Peters (1888–1933), Politiker (SPD)
- Hans von Raumer (1820–1851), Politiker
- Carl Friedrich Reichardt (1803–1871), Architekt und Buchautor
- Johann Friedrich Reichardt (1752–1814), Komponist, Musikschriftsteller und -kritiker
- Otto Streicher (1882–1945), Architekt und sozialdemokratischer Kommunalpolitiker, verbrachte die gesamte Zeit des Nationalsozialismus in Konzentrationslagern und starb im KZ Auschwitz
- Franz Vetter (1886–1967), Maler
- Karl Völker (1889–1962), Maler, Grafiker und Architekt
- Kurt Völker (1891–1972), Maler und Grafiker
- Walther Leonhard Wangerin (1884–1938), Botaniker

### Mit dem Ort verbundene Persönlichkeiten
- Friedrich von Tippelskirch (1802–1866), lutherischer Pfarrer in Giebichenstein, Gründer des populären christlich-konservativen Volksblatts für Stadt und Land

- Otto Möhwald (1933–2016), Maler und Grafiker